# Hàng không năm 1902
Đây là danh sách các sự kiện hàng không nổi bật xảy ra trong năm 1902:

## Các sự kiện
- Anh em nhà Wright bay trên mẫu tàu lượn số 3 hơn 700 lần, những kết quả đó dẫn đến việc chế tạo bánh đà.

### Tháng 1
- 17 tháng 1 - Gustave Whitehead theo như bản tin đã bay một chiếc thủy phi cơ được chế tạo lại từ chiếc Whitehead Aeroplane No. 21 của anh ta vào năm trước, anh ta bay được 11 km (7 mile) và hạ cánh an toàn.

### Tháng 2
- 4 tháng 2 - Quả khí cầu đầu tiên bay ở Nam Cực, khi Robert Falcon Scott và Ernest Shackleton lên cao 244 mét bằng khí cầu hydro để chụp những bức ảnh trên không đầu tiên về Nam Cực.

### Tháng 3
- Giáo sư Erich von Drygalski người Đức trong năm 1901-1903 đã dùng khí cầu để thám hiểm Nam Cực với mục đích nghiên cứu bờ biển Nam Cực ở Vùng đất Wilhelm II.

### Tháng 4
- 30 tháng 4 - Cuộc triển lãm hàng không St Louis được diễn ra ở Missouri. Một điểm nổi bật là kỹ sư đường sắt Octave Chanute đã cho một bản sao tàu lượn của ông năm 1896 bay trên không.